# Marvelous Nakamba
Marvelous Nakamba, né le 19 janvier 1994 à Hwange (Zimbabwe), est un footballeur international zimbabwéen qui évolue au poste de milieu de terrain à Luton Town.

## Biographie

### Débuts en Afrique
Marvelous Nakamba commence sa carrière à l'âge de seize ans en deuxième division zimbabwéenne aux Bantu Rovers. Ses performances avec l'équipe l'amènent à l'attention du club français de l'AS Nancy-Lorraine. En juillet 2012, il fait des essais avec l'AS Nancy. 

### AS Nancy-Lorraine
Le 24 décembre 2012, il rejoint club français de l'AS Nancy-Lorraine en Ligue 2, mais il rejoint l'équipe réserve qui évolue en CFA.
Le 9 mai 2014, il joue son premier match en Ligue 2 et dispute l'intégralité de la rencontre contre l'Angers SCO lors d'une victoire 3-1. Il joue son deuxième match sept jours plus tard, contre l'AJ Auxerre lors d'un match nul et vierge (0-0). À la fin de la saison, le club lui propose une prolongation de son contrat de trois ans.

### Vitesse Arnhem
Le 14 juillet 2014, il est mis à l'essai par le club néerlandais du Vitesse Arnhem. Le 13 août suivant, il signe un contrat de quatre ans avec le club qui évolue en Eredivisie. Le 27 septembre 2014, il joue son premier match en Eredivisie, contre le FC Dordrecht lors d'une victoire 6-2. Lors de la saison 2015-2016, il joue son premier match en Ligue Europa contre le Southampton FC, le 30 juillet 2015, et marque son premier but en championnat le 21 février 2016 lors d'un match contre le De Graafschap Doetinchem. 
Le 4 août 2016, le club de Jupiler Pro League, le RSC Anderlecht, songe à Marvelous Nakamba pour remplacer Steven Defour parti à Burnley FC. Le club belge a proposé un montant estimé à deux millions d'euros au SBV Vitesse pour l'achat de Nakamba. Finalement, il reste au Vitesse Arnhem pour la saison 2016-2017.

### Club Bruges KV
Le 20 juin 2017, Nakamba s'engage pour quatre ans avec le Club Bruges KV. Le 29 juillet suivant, il dispute son premier match sous le maillot du club belge face au KSC Lokeren.
Le milieu de terrain reste deux saisons au club de Bruges, durant lesquelles il participe à soixante-sept matchs toutes compétitions confondues.

### Aston Villa
Le 1er août 2019, il est transféré à Aston Villa.

### Carrière internationale
Il est convoqué pour la première fois en équipe du Zimbabwe par le sélectionneur national Callisto Pasuwa, pour un match des éliminatoires de la CAN 2017 contre la Malawi le 13 juin 2015. Il entre à la 68e minute de la rencontre, à la place de Knowledge Musona. Le match se solde par une victoire 2-1 des Zimbabwéens.
Nakamba dispute la Coupe d'Afrique des nations en 2017 et en 2019 avec le Zimbabwe.

## Statistiques

### Statistiques en club
| Saison                | Club                  | Championnat           | Championnat | Championnat | Coupe(s) nationale(s) | Coupe(s) nationale(s) | Compétition(s) continentale(s) | Compétition(s) continentale(s) | Compétition(s) continentale(s) | Play-offs | Play-offs | Zimbabwe | Zimbabwe | Total | Total |
| Saison                | Club                  | Division              | M.          | B.          | M.                    | B.                    | Comp.                          | M.                             | B.                             | M.        | B.        | M.       | B.       | M.    | B.    |
| 2013-2014             | AS Nancy-Lorraine     | Ligue 2               | 2           | 0           | -                     | -                     | -                              | -                              | -                              | -         | -         | -        | -        | 2     | 0     |
| 2014-2015             | Vitesse Arnhem        | Eredivisie            | 6           | 0           | -                     | -                     | -                              | -                              | -                              | 2         | 0         | 1        | 0        | 9     | 0     |
| 2015-2016             | Vitesse Arnhem        | Eredivisie            | 30          | 1           | 1                     | 0                     | C3                             | 2                              | 0                              | -         | -         | 2        | 0        | 35    | 1     |
| 2016-2017             | Vitesse Arnhem        | Eredivisie            | 31          | 1           | 5                     | 1                     | -                              | -                              | -                              | -         | -         | 5        | 0        | 41    | 2     |
| Sous-total            | Sous-total            | Sous-total            | 67          | 2           | 6                     | 1                     | -                              | 2                              | 0                              | 2         | 0         | 8        | 0        | 85    | 3     |
| 2017-2018             | Club Bruges KV        | Jupiler Pro League    | 35          | 0           | 5                     | 0                     | C1+C3                          | 2+2                            | 0+0                            | -         | -         | 4        | 0        | 48    | 0     |
| 2018-2019             | Club Bruges KV        | Jupiler Pro League    | 18          | 0           | -                     | -                     | C1                             | 5                              | 0                              | -         | -         | 6        | 0        | 29    | 0     |
| Sous-total            | Sous-total            | Sous-total            | 53          | 0           | 5                     | 0                     | -                              | 9                              | 0                              | -         | -         | 10       | 0        | 77    | 0     |
| 2019-2020             | Aston Villa FC        | Premier League        | 29          | 0           | 5                     | 0                     | -                              | -                              | -                              | -         | -         | 2        | 0        | 36    | 0     |
| 2020-2021             | Aston Villa FC        | Premier League        | 13          | 0           | 3                     | 0                     | -                              | -                              | -                              | -         | -         | 3        | 0        | 19    | 0     |
| 2021-2022             | Aston Villa FC        | Premier League        | 16          | 0           | 2                     | 0                     | -                              | -                              | -                              | -         | -         | -        | -        | 18    | 0     |
| Sous-total            | Sous-total            | Sous-total            | 58          | 0           | 10                    | 0                     | -                              | -                              | -                              | -         | -         | 5        | 0        | 73    | 0     |
| 2022-2023             | Luton Town (prêt)     | Championship          | 20          | 0           | -                     | -                     | -                              | -                              | -                              | -         | -         | -        | -        | 20    | 0     |
| 2023-2024             | Luton Town            | Premier League        | 13          | 0           | 1                     | 0                     | -                              | -                              | -                              | -         | -         | -        | -        | 14    | 0     |
| Sous-total            | Sous-total            | Sous-total            | 33          | 0           | 1                     | 0                     | -                              | 0                              | 0                              | 0         | 0         | 0        | 0        | 34    | 0     |
| Total sur la carrière | Total sur la carrière | Total sur la carrière | 213         | 2           | 22                    | 1                     | -                              | 11                             | 0                              | 2         | 0         | 23       | 0        | 271   | 3     |

## Palmarès

### En club
- Vitesse Arnhem
  - Vainqueur de la Coupe des Pays-Bas en 2017.

- Club Bruges KV
  - Champion de Belgique en 2018.

- Aston Villa
  - Finaliste de la Coupe de la Ligue anglaise en 2020.